# Protéine phosphatase
Les Protéines phosphatases sont des enzymes (phosphatases) qui déphosphorylent les sérines, les thréonines, ou les tyrosines des protéines ,
On distingue :
- Les phosphoprotéines phosphatases 1 (PP1) qui sont spécifiques des protéines de la protéine kinase A. Elles sont inhibées par un inhibiteur spécifique, qui lui-même est activé par phosphorylation grâce à la protéine kinase A.
- Les phosphoprotéines phosphatases 2A (PP2A) qui sont formées de trois sous-unités.
- La phosphoprotéine phosphatase 2B (PP2B) ou calcineurine est spécifique des protéines de la protéine kinase Ca++.
- Les phosphoprotéines phosphatases 2C

exemple de tyrosine déphosphorylation par une tyrosine-phosphatase membranaire CD

- Les phosphoprotéines tyrosine-phosphatases qui participent à l'extinction des signaux des tyrosines kinases. (Tyr-phosphatases membranaires : CD45, LAR, type III et Tyr-phosphatases cytoplasmiques)